# Силівка
Си́лівка — село Коноплянської сільської громади в Березівському районі Одеської області в Україні. Населення становить 82 осіб.

## Населення
Згідно з переписом 1989 року населення села становило 35 осіб, з яких 14 чоловіків та 21 жінка.
За переписом населення 2001 року в селі мешкали 82 особи.

### Мова
Розподіл населення за рідною мовою за даними перепису 2001 року:
| Мова       | Відсоток |
| ---------- | -------- |
| українська | 80,49 %  |
| молдовська | 9,76 %   |
| гагаузька  | 4,88 %   |
| російська  | 4,88 %   |